# Barbed Wire
Pour plus de détails, voir Fiche technique et Distribution.
Barbed Wire est un film américain réalisé par Rowland V. Lee et Mauritz Stiller (non crédité), sorti en 1927.

## Synopsis
En 1914, la vie paisible de la ferme de Moreau est interrompue par la guerre. Son fils André rejoint l'armée, tandis qu'un camp de prisonniers de guerre est créé à la ferme, et sa fille Mona ne ressent que de la haine envers l'Allemagne. Arrivant au camp, les prisonniers allemands ont un regard approbateur avec Mona, mais l'aggravation des nouvelles de la guerre la maintient distante et hostile. Oscar Muller, prisonnier travaillant à la ferme, prouve alors par ses actions qu'il est un homme de bien. Alors que les liens entre Mona et Oscar se renforcent, la désapprobation du voisinage s'amplifie de même ; même avec la fin de la guerre, des conséquences tragiques semblent inévitables.

## Fiche technique
- Titre : Barbed Wire
- Réalisation : Rowland V. Lee et Mauritz Stiller (non crédité)
- Scénario : Rowland V. Lee et Jules Furthman d'après The Woman of Knockaloe de Hall Caine
- Photographie : Bert Glennon
- Pays de production :  États-Unis
- Format : Noir et blanc - 1,33:1 - Film muet
- Genre : Drame, guerre
- Date de sortie : 1927

## Distribution
- Pola Negri : Mona Moreau
- Clive Brook : Oskar Muller
- Claude Gillingwater : Jean Moreau
- Einar Hanson : André Moreau
- Clyde Cook : Hans
- Gustav von Seyffertitz : Pierre Corlet

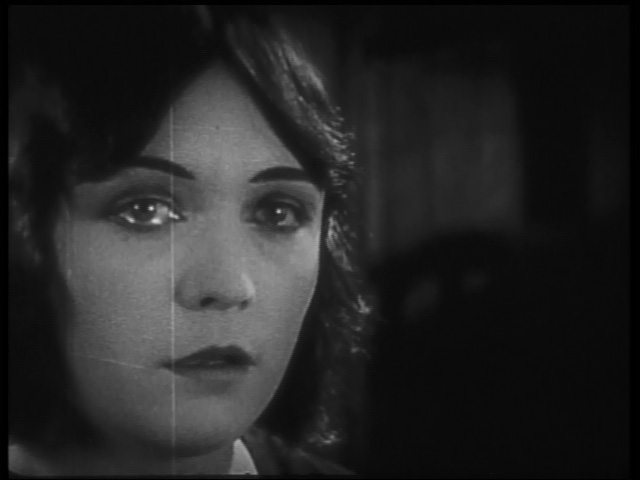
Pola Negri dans une scène du film.

- Charles Lane : Colonel Duval